# ورمند
ورمند (به فرانسوی: Vermand) یک کمون در فرانسه است که در پیکاردی واقع شده‌است.

## خصوصیات
ورمند ۱۵٫۷۵ کیلومترمربع مساحت و ۱٬۰۳۶ نفر جمعیت دارد.